# Subventio generalis
Subventio generalis (ou "apoio geral"), também conhecido como collecta, era um imposto direto no reino medieval da Sicília.

## Origem
O subventio generalis teve a sua origem na obrigação dos detentores de feudos do Reino da Sicília de prestarem serviço militar aos monarcas. Foram obrigados a servir no exército real sem remuneração por no máximo 90 dias para cada 20 onças de sua renda anual. Eles poderiam se livrar desse dever cansativo se pagassem uma taxa especial, conhecida como adohamentum ou adoha. A maioria dos barões e condes preferiu pagar a taxa, que assim se transformou em um imposto já sob os reis normandos da Sicília. Os proprietários cobravam a taxa aos seus arrendatários, pelo que, na prática, os camponeses deviam pagar a adoha. Aqueles que viviam na propriedade real — todos os burgueses e a maioria do campesinato — estavam sujeitos a impostos em dinheiro ou em espécie, conhecidos como collecta. Os monarcas poderiam, em teoria, exigir livremente tais taxas, mas o medo de revoltas limitava a sua ganância.
O Sacro Imperador Romano, Frederico II, que também era rei da Sicília, convocou o exército todos os anos após 1231. Esta prática permitiu-lhe recolher anualmente ao adoha, transformando-o num imposto regular. O adoha e o collecta não foram diferenciados a partir de 1238 e foram unificados três anos depois.